# 建国方略

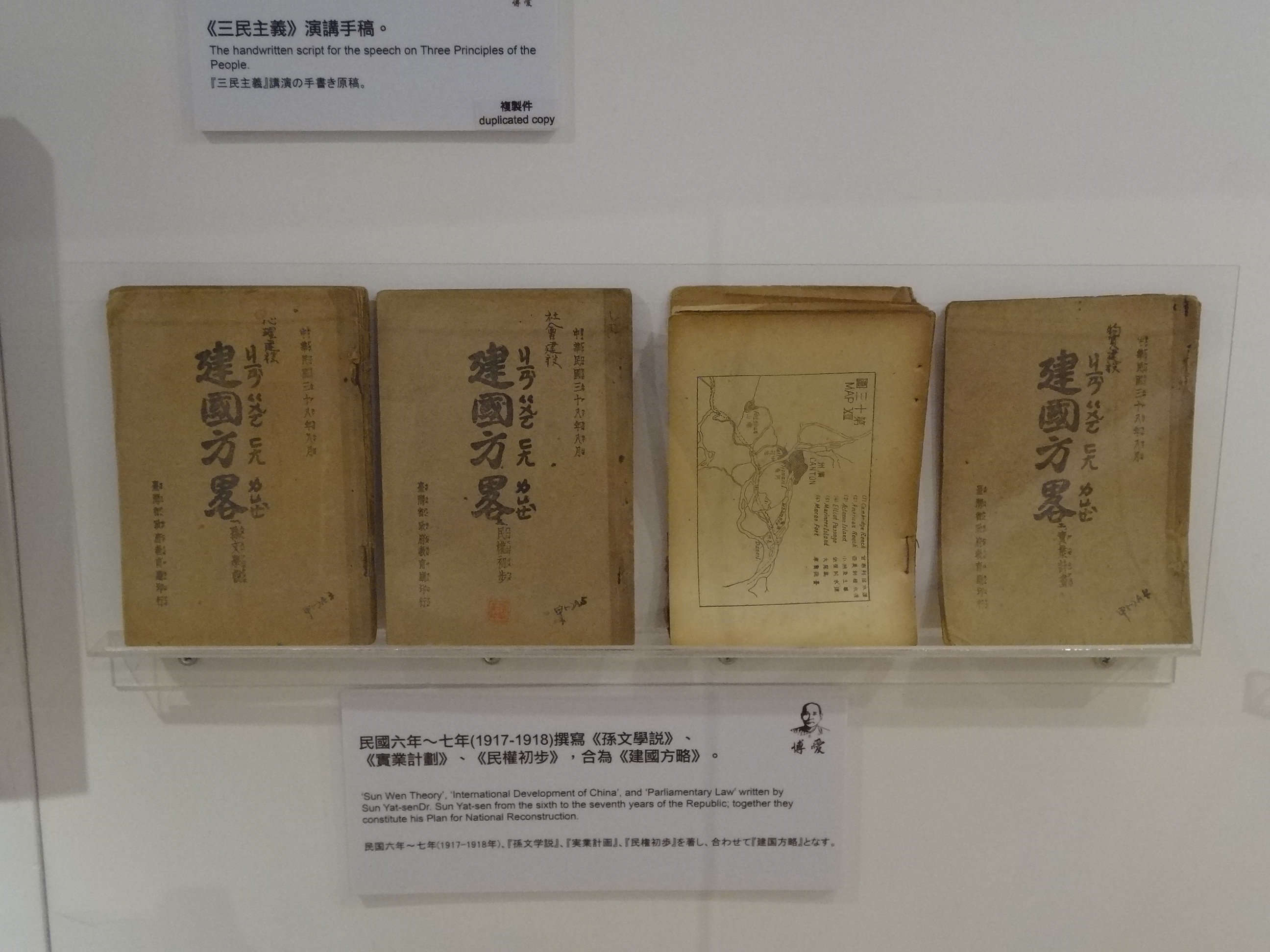
台北の国父紀念館に展示されている「建国方略」の冊子（1948年に国民政府が刊行したもの）

建国方略 けんこくほうりゃく）は、20世紀中国のあり方を示した孫文の著作。『民権初歩』（1917）、『孫文学説』（1919）、『実業計画』（1920）を合訂したもので、「心理建設」（=孫文学説）、「物質建設」（=実業計画）、「社会建設」（=民権初歩）の3部からなる。

## 心理建設
1919年に完成し、『孫文学説』として発表された。『知難行易学説』とも呼ばれる。随所で「行之非艱、知之惟艱」あるいは「知難行易」（行動することよりも知ることの方が難しい）と述べられているためである。これは、従来言われてきた「知易行難」への反論であり、「革命には上からの指導が重要である」ことを意味している。（「艱 jiān」は「艱難」の艱で、苦しさを伴う難しさを意味する。「難 nán」とは別の字）1919年5月20日、第1巻の副題を「知難行易」として、上海強華書局から発行された。

## 物質建設
1920年に完成し、英文『The International Development of China』として発表された。中国語版は、1921年10月10日、林雲陔、馬君武らが訳し、広州在住の孫文が中国語で序文を書き、6項から成る『実業計画』として発表された。港湾建設、鉄道、道路建設、採鉱業、河川・道路などについて述べられている。

### 第一計画
主として、中国北方の開発について述べられている。
港湾建設に関して、唐山市に「北方大港」を築くことを提案している。鉄道に関しては次のように述べている。まず、北方大港からドロンノール県までの300マイル（480キロメートル）に複線を敷く。そのドロンノールを起点にして、第一線は大興安嶺山脈の西を北上してハイラルを経由して中国最北端の漠河までの800マイル。第二線はケルレン川沿いにウランバートルを経由してロシア国境までの600マイルで、シベリア鉄道に接続する。第三線は、砂漠の北を西方に向かってウルムチに達する1600マイル。第四線は、ウルムチから天山山脈北部を西に向かってグルジャ市までの400マイル。第五線は、ウルムチから天山山脈南部を西に向かい、タクラマカン砂漠の周囲を左回りにカシュガルを経由してホータンまでの1200マイル。第六線は、ウランバートルからキャフタまでの350マイル。第七線は、ウルムチから北北西の国境まで向かう600マイル。第八線は北西の国境まで向かう400マイル。地形的に無理をしない敷設を原則とした合計7千マイル余りである。
その他、殖民や運河開発について述べられている。

### 第二計画
上海を「東方大港」として大改造し、長江沿いの南京、武漢などの都市を発展させる計画。

### 第三計画
広州に「南方大港」を建設し、鉄道7千マイルを敷設して周辺都市と結ぶ計画。

### 第四計画
中国全土の鉄道計画について述べられている。孫文の言う「中国」にはモンゴル、新疆、チベットも含まれている。
- 中央鉄路系統／16600マイル／27000キロ／長江北部
- 東南鉄路系統／9000マイル／14000キロ／長江南部のうち、重慶より東
- 東北鉄路系統／9000マイル／14000キロ／満洲全部と、蒙古、河北省の一部
- 拡張西北鉄路系統／16000マイル／26000キロ／蒙古、新疆
- 高原鉄路系統／11000マイル／18000キロ／西蔵、青海、新疆の一部、甘粛、四川、雲南

合計6万マイル（10万キロメートル）であるが、複線箇所もあるので総距離は10万マイル（16万キロメートル）になるという。

### 第五計画
上記4計画が重工業系であったのに対し、第5計画は住居生活関係の産業である。食糧、衣服、建築、生活道路、出版について述べられている。

### 第六計画
原料について述べられている。鉄鋼、石炭、石油、銅、特殊金属、鉱山機械、冶金技術についてである。

## 社会建設
1917年に完成し、当初は『民権初歩』として発表された。民権制についての解説で、会議運営の原則である「ロバートのルール」（［Robert's Rules of Order） について詳しい。孫文自身の序文によると、アメリカの女学者シャタック（Harriette Lucy Shattuck, 中: 沙德, 1850年 - 1937年）の著作を特に参考にしている。その著作とは『Women's Manual of Parlimentary Law』と考えられている。
台湾の中華民国では、1953年5月、孫文の『民権初歩』を原本とした『試行会議規範』を頒布し、1965年7月には『会議規範』として正式に公布された。現在の台湾政府にある各種機関の議事は、これを基にした規則で運営されている。